# Kordocenteza
Kordocenteza (ang. percutaneous umbilical cord blood sampling, PUBS) – inwazyjna metoda diagnostyczna, pozwalająca na pobranie krwi z naczynia pępowinowego płodu i uzyskanie krwi płodowej do dalszych testów. Stosowana jest w diagnostyce m.in. choroby hemolitycznej płodu i wad genetycznych. Zabieg przeprowadza się pod kontrolą USG. Operator nakłuwa igłą punkcyjną naczynie pępowinowe, najczęściej żyłę pępowinową, z dojścia od strony łożyska (punkcja przezłożyskowa) bądź od strony jamy owodni (punkcja przezowodniowa), najczęściej z najbardziej stabilnego miejsca łożyskowego przyczepu pępowiny. 
Szacuje się, że ryzyko wystąpienia najcięższych powikłań, a więc zgonu wewnątrzmacicznego lub konieczności natychmiastowego ukończenia ciąży w bezpośrednim następstwie zabiegu, wynosi obecnie poniżej 0.5%.